# Atazanavir
Atazanavir é um fármaco antirretroviral da classe dos inibidores da protease (IP), utilizado para tratar a infecção pelo vírus da imunodeficiência humana (HIV), assim como para pessoas que não queiram adquirir tal infecção em seu organismo.